# Paweł i Wirginia

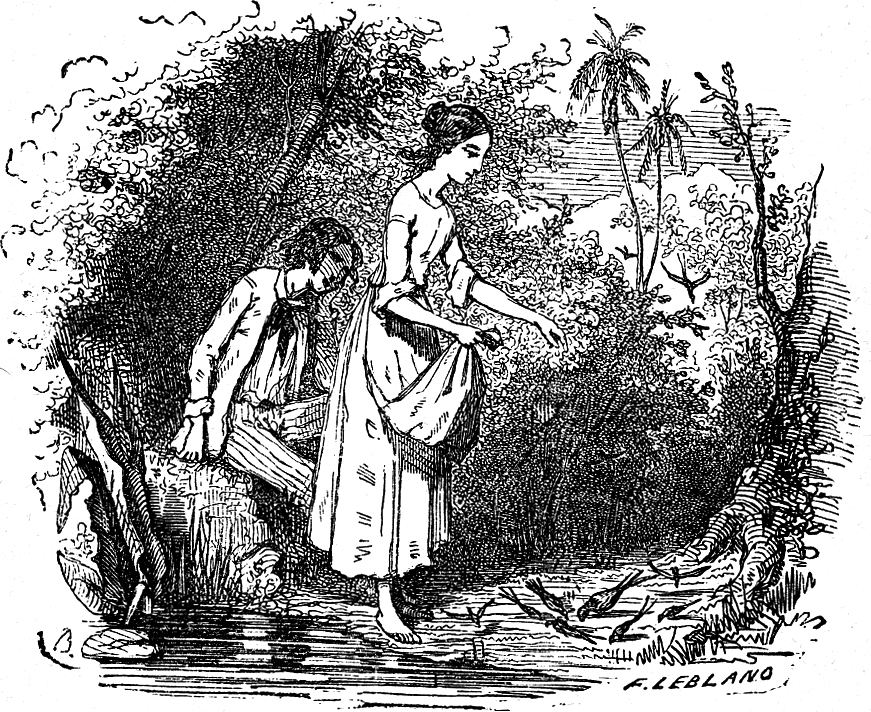
Ilustracja do wydania Pawła i Wirginii z 1885

Paweł i Wirginia (oryg. fr. Paul et Virginie) – utwór Jacques’a-Henriego Bernardina de Saint-Pierre, opublikowany po raz pierwszy w 1788.

## Okoliczności powstania utworu
Bernardin de Saint-Pierre napisał Pawła i Wirginię jako część Studiów nad przyrodą. Opis życia ludzi wychowanych do życia w całkowitej zgodzie z naturą, z dala od cywilizacji, miał stanowić literackie rozwinięcie jego tez o wyższości przyrody nad działalnością człowieka. Autor publicznie odczytał treść opowiadania przed publikacją Studiów... w 1784, jednak dzieło zostało uznane za nudne. W związku z tym Bernardin de Saint-Pierre opublikował je osobno. Pisarz sam twierdził, że dzieło jest utworem przełomowym, gdyż jako pierwszy w historii utwór przedstawia miłość w otoczeniu nieskażonej działaniami człowieka natury, a przez to ukazuje jej prawdziwy ideał.

## Treść
Akcja dzieła rozgrywa się na współczesnym Mauritiusie, w kolonii francuskiej. Owdowiała arystokratka, pani de La Tour, straciwszy ukochanego męża, zamieszkuje razem z ciemnoskórą niewolnicą Marią w odosobnionej kotlinie. Spotyka tam bretońską chłopkę Małgorzatę, która uciekła z Francji, będąc w nieślubnej ciąży. Wkrótce obydwie zaprzyjaźnione kobiety wydają na świat dzieci - Małgorzata rodzi syna Pawła, zaś pani de La Tour córkę Wirginię.
Paweł i Wirginia wychowują się razem, w pełnej zgodzie z naturą, ich matki planują ich przyszły ślub. Dorastający młodzi zaczynają zresztą odczuwać względem siebie miłość, której nie potrafią nazwać. Nieoczekiwanie jednak ciotka pani de La Tour proponuje wyjazd Wirginii do Francji, gdzie dziewczyna miałaby odebrać staranne wychowanie, a następnie odziedziczyć rodzinną fortunę.
Wirginia, która nie chce rozstawać się z ukochanym, dopiero po namowach gubernatora i księdza opuszcza wyspę. W ciągu kilku lat jedynie sporadycznie kontaktuje się z matką i Pawłem; życie we Francji przygnębia ją, ona sama nie potrafi dostosować się do konwenansów, jakie obowiązują ją jako arystokratkę.
Wreszcie zostaje oddalona przez ciotkę i wraca na wyspę. Jednak statek, na którym wraca, rozbija się u wybrzeża, zaś młoda dziewczyna, jako jedyna z pasażerów i załogi, ginie, gdyż nie chciała publicznie rozebrać się i wpław dotrzeć do brzegu. Świadkiem jej śmierci jest Paweł. Starzec następnego dnia odnajduje ciało Wirginii. Paweł umiera po 2 miesiącach z rozpaczy. Po nim to samo spotyka panią de La Tour i Małgorzatę.

## Cechy i wymowa utworu

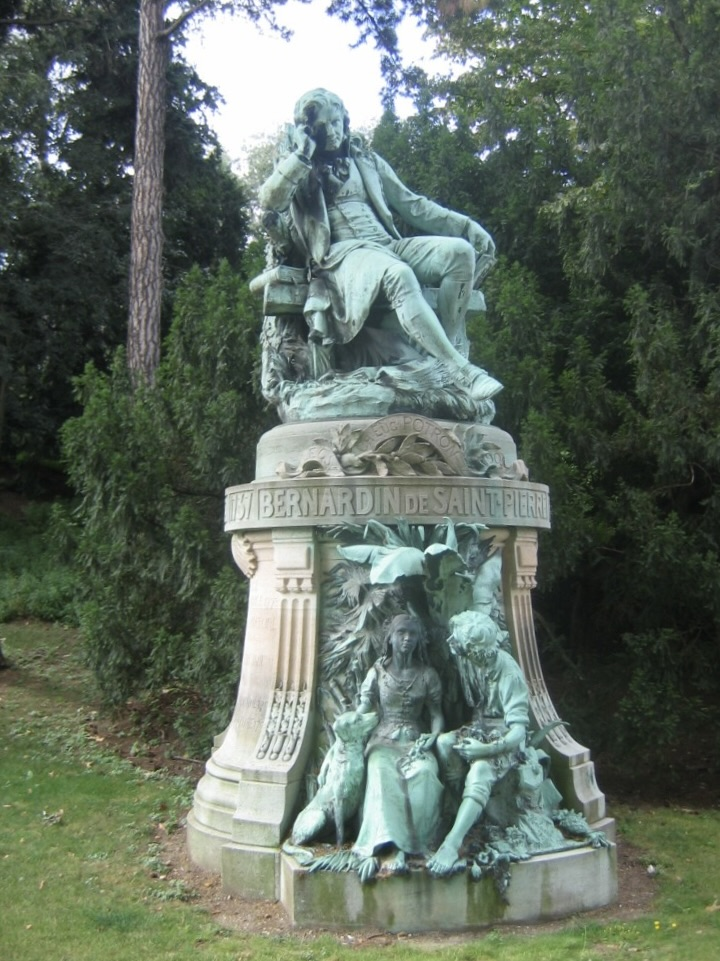
Pomnik Bernardina de Saint-Pierre w Ogrodzie Botanicznym w Paryżu. W dolnej części rzeźby wyobrażenie Pawła i Wirginii

Paweł i Wirginia stanowi w zamiarze autora literacką ilustrację tezy, iż najgłębsze szczęście jest dostępne dla człowieka, który zerwie z cywilizacją i zacznie żyć w całkowitej zgodzie z naturą. Bernardin de Saint-Pierre opiewa piękno przyrody, podkreśla przyrodzoną dobroć natury ludzkiej, zaś szczerość relacji między ludźmi, którzy porzucili świat, silnie kontrastuje z panującą w nim obłudą i nieżyczliwością. Uczucia, jakimi kierują się Paweł i Wirginia, cechują się delikatnością i subtelnością, zostają poddane wyraźnej idealizacji. Również zachowania i dialogi bohaterów są wyraźnie stylizowane; przedstawiony obraz miłości nie wywodzi się z obserwacji autora, lecz stanowi przedstawienie uczucia doskonałego.
Ch. Lanson i P. Tuffrau podkreślają impresjonistyczny styl utworu, opartego na opisach egzotycznej przyrody i ograniczającego do minimum samą akcję. Ilość opisów zawartych w utworze oraz ich szczególne znaczenie były zjawiskiem nowym w literaturze francuskiej. Bernardin de Saint-Pierre przyczynił się również do wzbogacenia literackiego języka francuskiego, wprowadzając do niego szereg terminów przyrodniczych, dotąd niewykorzystywanych w literaturze. Dzieło wyróżnia się bogactwem językowym, starannością i plastycznością opisów. Paweł i Wirginia poprzez miejsce akcji i styl nawiązuje do barokowych sielanek (powieści pasterskie, np. Astrea), jednak różni się od nich tragicznym zakończeniem i podniesieniem rangi i dokładności opisu przyrody.
Ci sami autorzy uważają, że Paweł i Wirginia jest szczytowym rozwinięciem filozofii russoistycznej z głoszonym przez nią umiłowaniem natury, w czym upatrują również źródeł ogromnego sukcesu dzieła, odmiennego od popularnych w XVIII w. tekstów chwalących przede wszystkim potęgę rozumu człowieka.
Do Pawła i Wirginii nawiązał Émile Zola, tworząc powieść o zakazanej miłości rozgrywającej się w dzikim ogrodzie - Grzech księdza Mouret.